# John Condon
John "Johnny" Condon (28. februar 1889 - 21. februar 1919) var en britisk bokser som deltog i OL 1908 i London.
Condon vandt en sølvmedalje i boksning under OL 1908 i London. Han kom på en andenplads i vægtklassen, bantamvægt.